# Taşlıgedik, Çaykara
Taşlıgedik là một xã thuộc huyện Çaykara, tỉnh Trabzon, Thổ Nhĩ Kỳ. Dân số thời điểm năm 2011 là 220 người.